# Acalymma cryptogrammum
Acalymma cryptogrammum es un coleóptero de la familia Chrysomelidae.
Fue descrita científicamente por primera vez en 1968 por Bechyne & Bechyne.